# Acervo Histórico Irmã Beata Heinrich
O Acervo Histórico Irmã Beata Heinrich está localizado nos complexos do Hospital Santa Catarina, que fica na Avenida Paulista. A coleção do Acervo Histórico Irmã Beata Heinrich é constituído por várias peças que formam toda a história das irmãs e a história do Hospital Santa Catarina, composto por elementos do meio médico que eram utilizados durante o século XX. O museu é listado oficialmente pelo Instituto Brasileiro de Museus (IBRAM).

## História

### Origens
Essa missão teve início no ano de 1571, quando uma jovem freira, chamada Madre Regina Prothmann e mais duas companheiras começaram a morar em uma casa muito debilitada, na cidade de Braunsberg, localizado ao norte da Alemanha, atualmente chamado de Braniewo, na Polônia. Essas três mulheres se dedicaram à educação de garotas e ao apoio domiciliar de pessoas doentes. No ano de 1583, ganharam reconhecimento como instituição religiosa. A jovem Madre Regina Prothmann inaugurou outros conventos nas localidades que ficam nas redondezas da cidade e depois do seu falecimento. em 1631, a comunidade continuou em constante evolução, mesmo enfrentando diversas situações complicadas. No convento de Krales, inaugurado em 1645, aproximadamente todas as religiosas faleceram ao ter contato e proximidade com pessoas doentes que portavam uma peste letal que transcorreu a sua região. Durante a Segunda Guerra Mundial, mais de 100 religiosas faleceram, apenas no norte da Alemanha e vários conventos foram desabrigados. Ao final da Segunda Guerra Mundial, a instituição se reestruturou na Alemanha Ocidental e um grupo também conseguiu permanecer na clandestinidade ao lado Oriental da Alemanha.

### Brasil
As irmãs Heinrich vieram ao Brasil em 1897 com a intenção de lecionar as filhas de alemães que moravam na cidade de Petrópolis, no Rio de Janeiro. De início, fundaram um colégio e depois o Hospital Santa Tereza. Em 1901, as irmãs foram para São Paulo, e em 1903, elas e o médico austríaco Walter Seng pensaram num hospital para atender a comunidade de São Paulo, instaurando, em 1906, na Avenida Paulista, o Sanatório Santa Catarina, atualmente atendido pelo nome de Hospital Santa Catarina. Durante as Revoluções de 1924 e 1930, o Sanatório se tornou um asilo para refugiados, dando apoio como banco de sangue. Em 1949, construíram outro prédio que passou a funcionar, além de hospital, como a Escola de Auxiliares de Enfermagem Santa Catarina. Essa escola obtinha cursos universitários, porém, hoje em dia possui apenas o nível técnico. Atualmente, uma casa antiga, dentro dos ambientes do Hospital Santa Catarina, abriga o Acervo Histórico Irmã Beata Heinrich, que constitui toda história das irmãs e do Hospital também. Também possuem uma Capela, onde acontecem missas diariamente. Tanto a antiga casa das irmãs, quanto a Capela foram concluídas no ano de 1920.

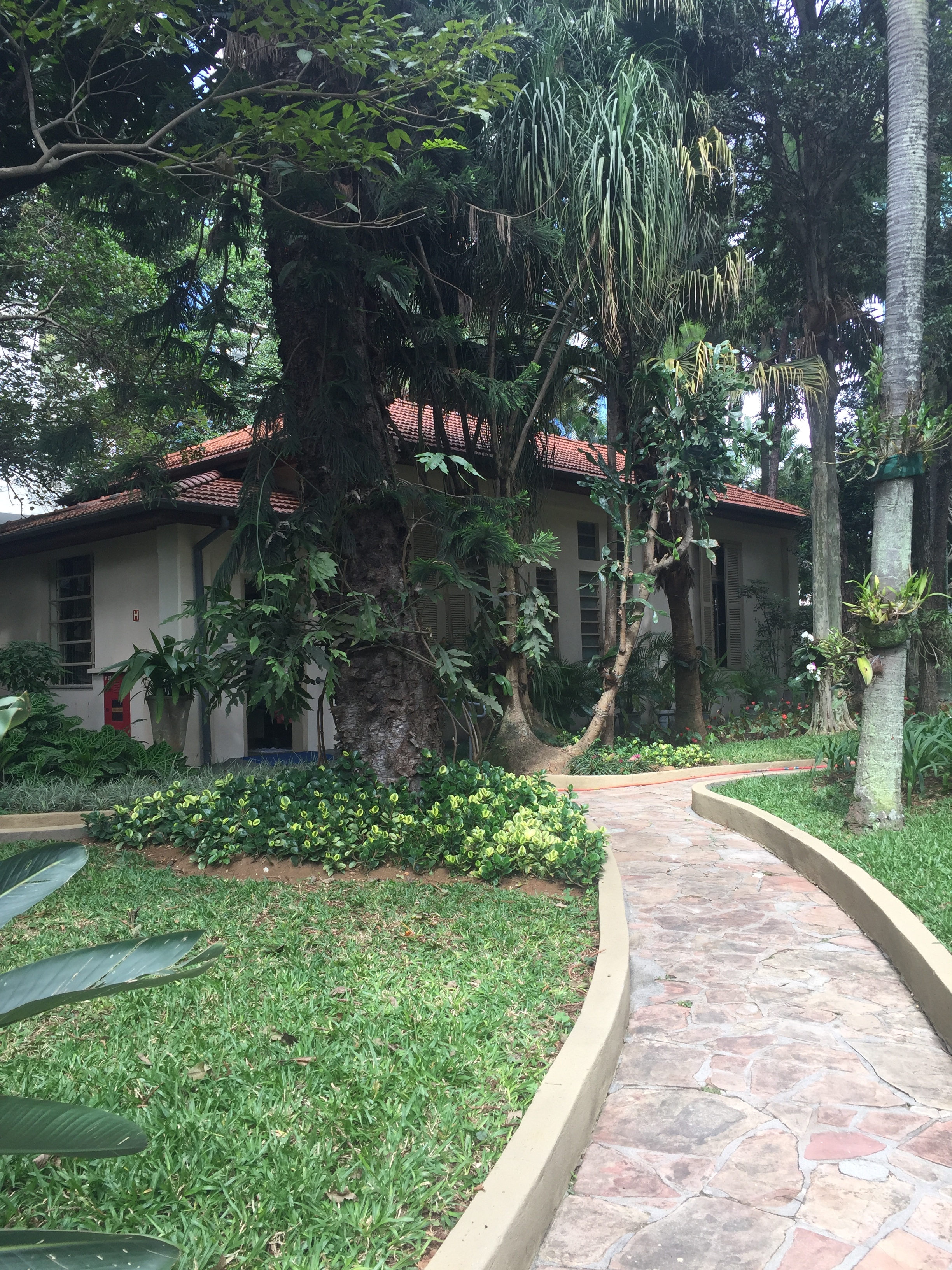
Visão ampla e externa do Acervo Histórico Irmã Beata Heinrich

## Sua Coleção
O Acervo Histórico Irmã Beata Heinrich possui uma coleção de peças de prata e de porcelana inglesa que eram utilizadas para servir os pacientes do Hospital até a década de 30 do século anterior. Além disso o museu apresenta uma série de peças de instrumentação do âmbito da medicina de diversas épocas. Dentre essas peças estão as seguintes:

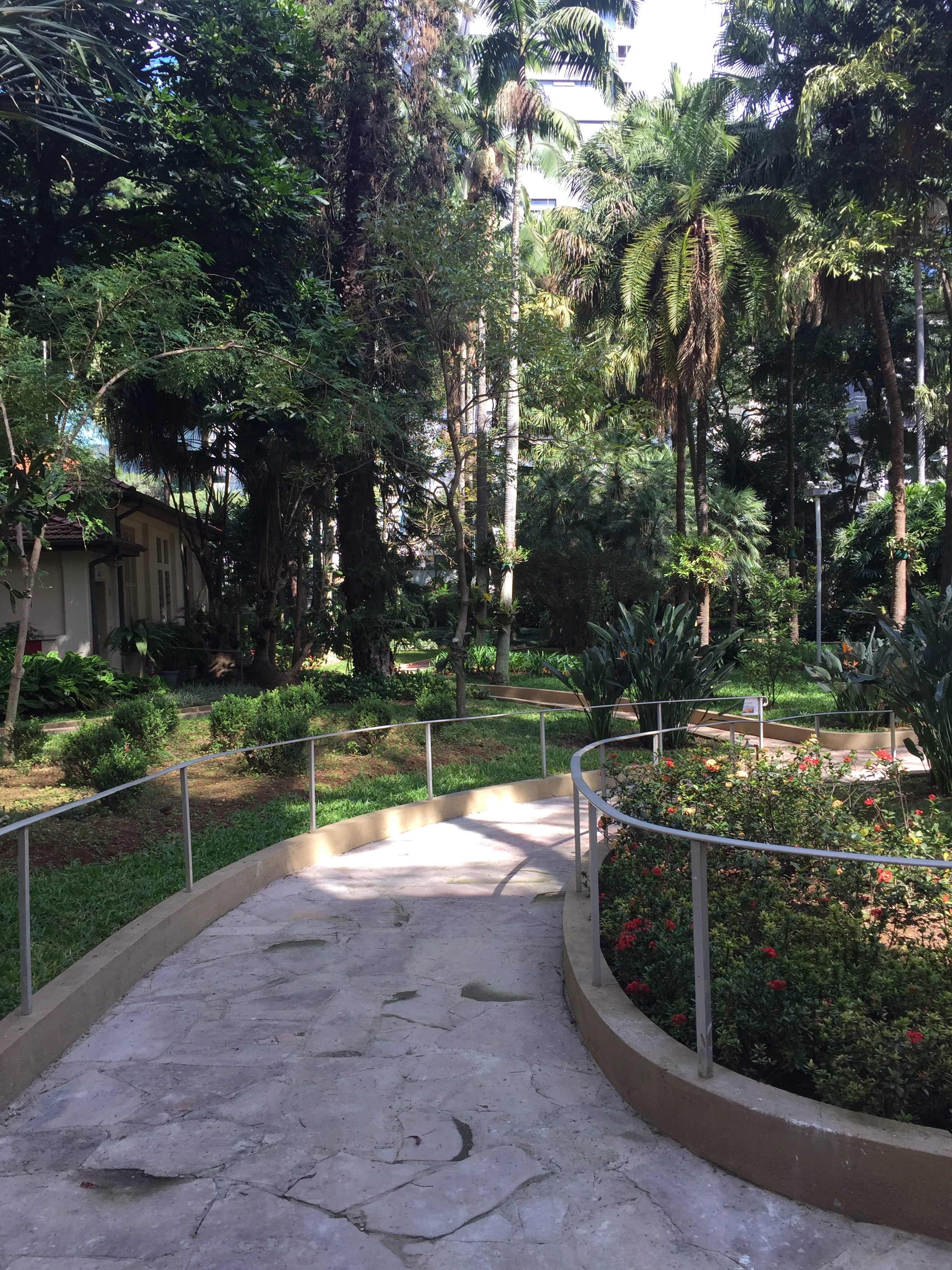
Jardim que envolta o Acervo Irmã Beata Heinrich

- Agulhas de Tricô e Crochê que eram utilizadas em cirurgias vasculares;

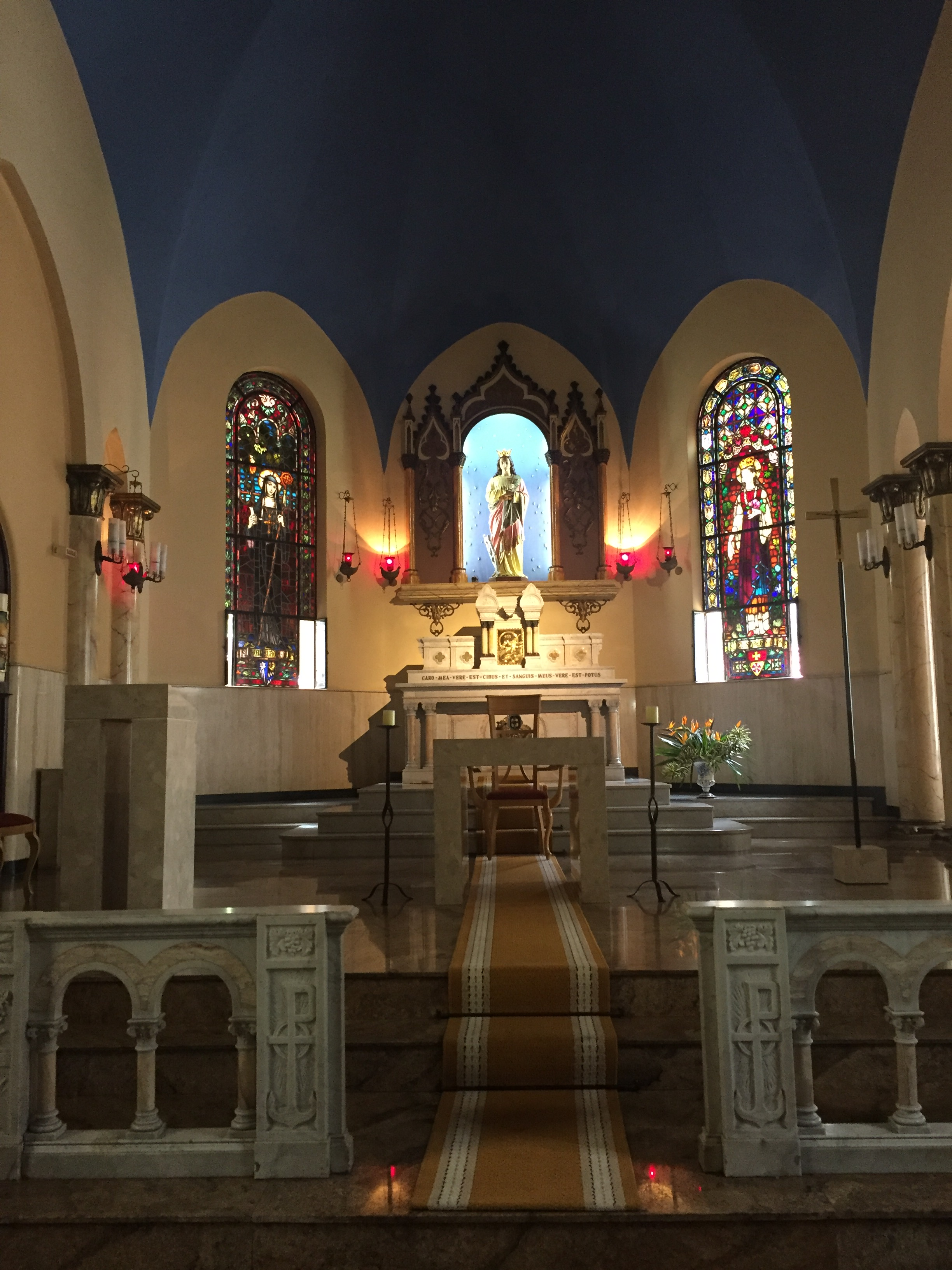
Capela do Acervo Histórico Irmã Beata de Heinrich

- Agulhas Hipodérmicas;
- Ampolas de Soro;
- Binóculo;
- Cortador de Ervas;
- Dosador de Fármácia;
- Espátula;
- Capela do Acervo Histórico Irmã Beata de HeinrichFabricador de Comprimidos;
- Machadinha;
- Seringas de Vidro;[1]

### Mural de Fotos
Uma das partes mais importantes e mais impactantes do acervo, são as 26 fotos das irmãs, freiras, equipe médica e seus diretores clínicos. Esse mural obtém as fotos de todas as pessoas importantes que passaram pelo Hospital desde a sua inauguração até hoje, construindo sua história.

## Galeria do Acervo Histórico Irmã Beata Heinrich

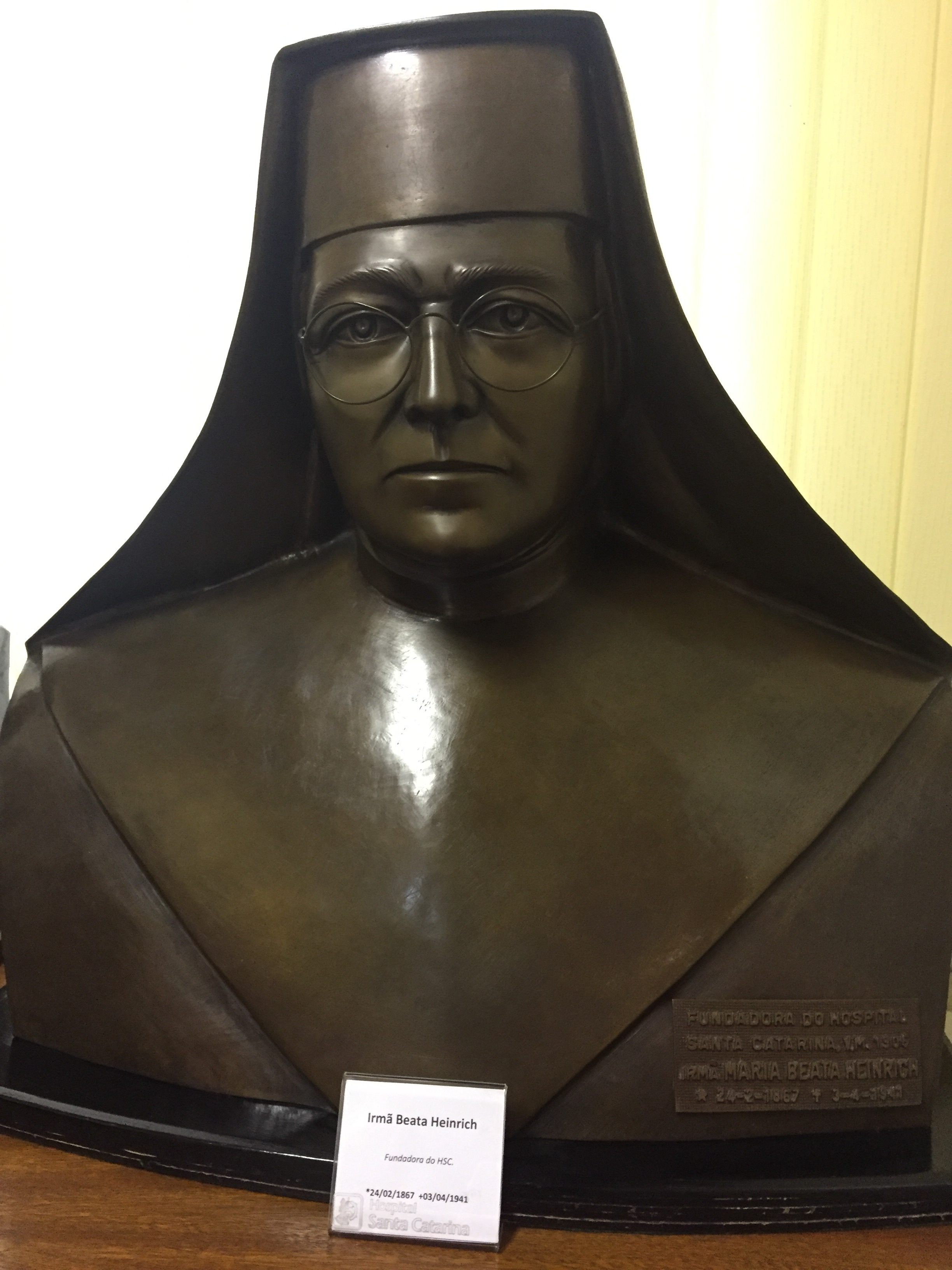
Busto da Irmã Beata Heinrich
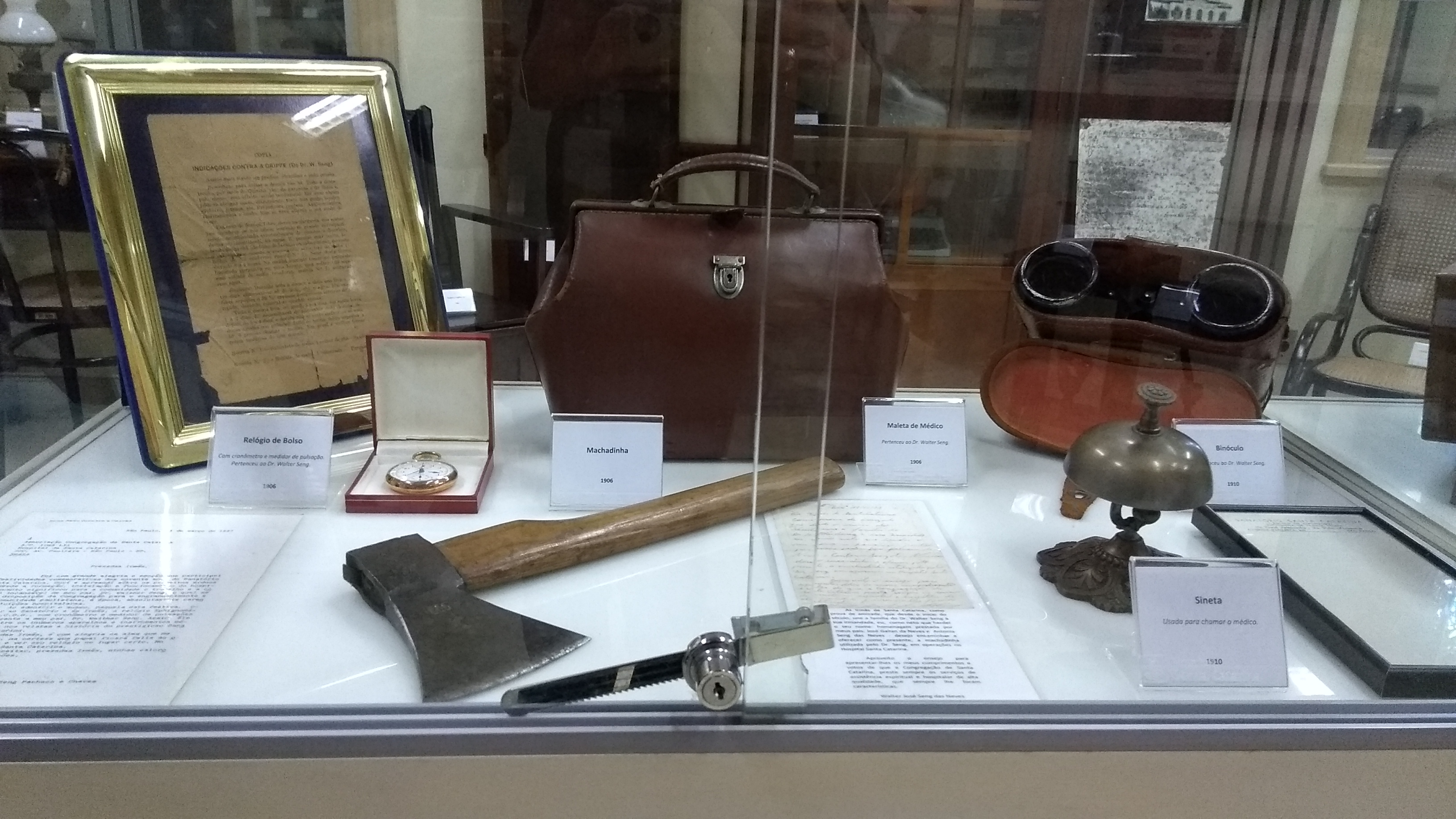
Instrumentos utilizados pelos médicos do século XX
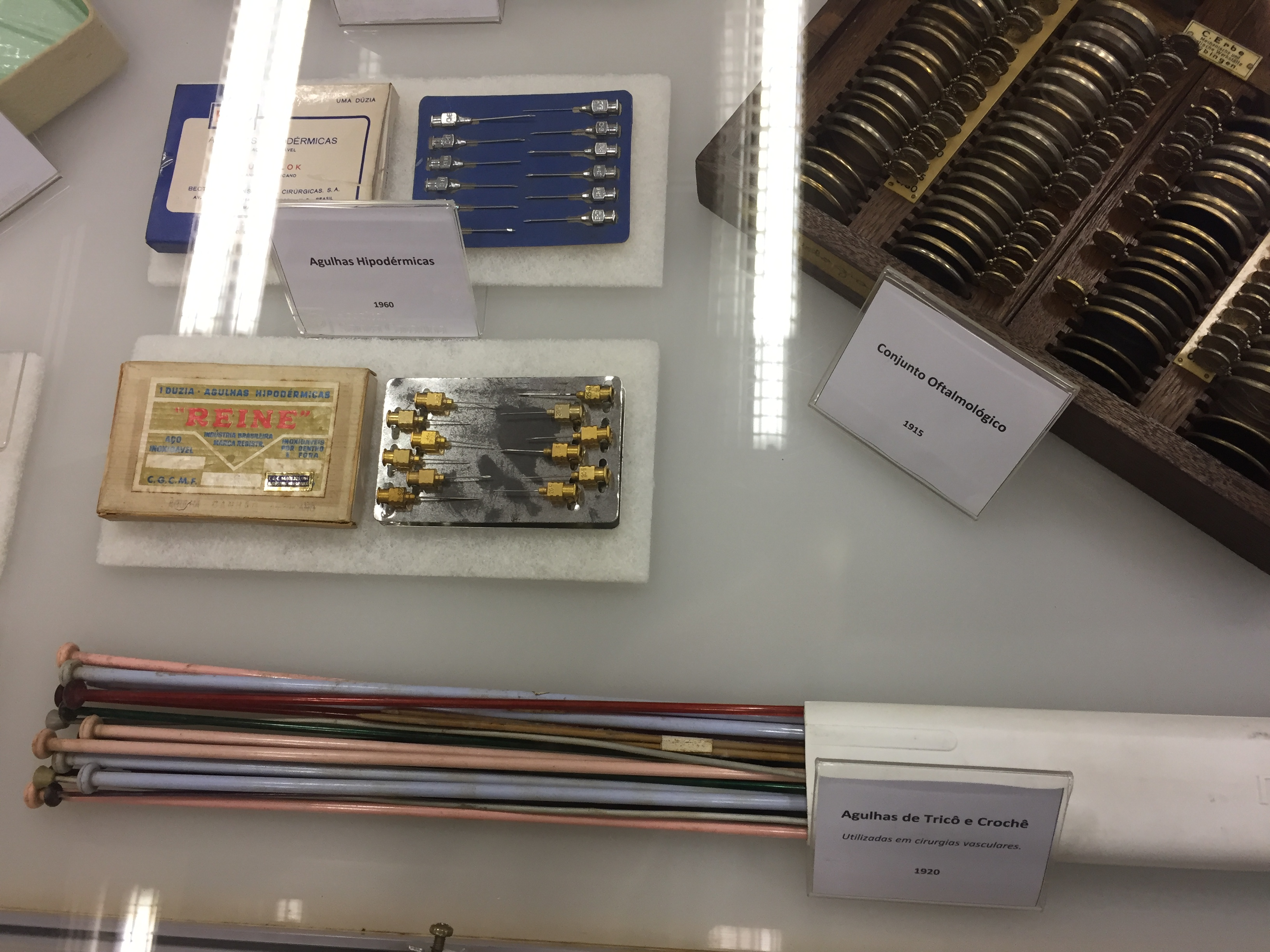
Instrumentos utilizados pelos médicos do século XX
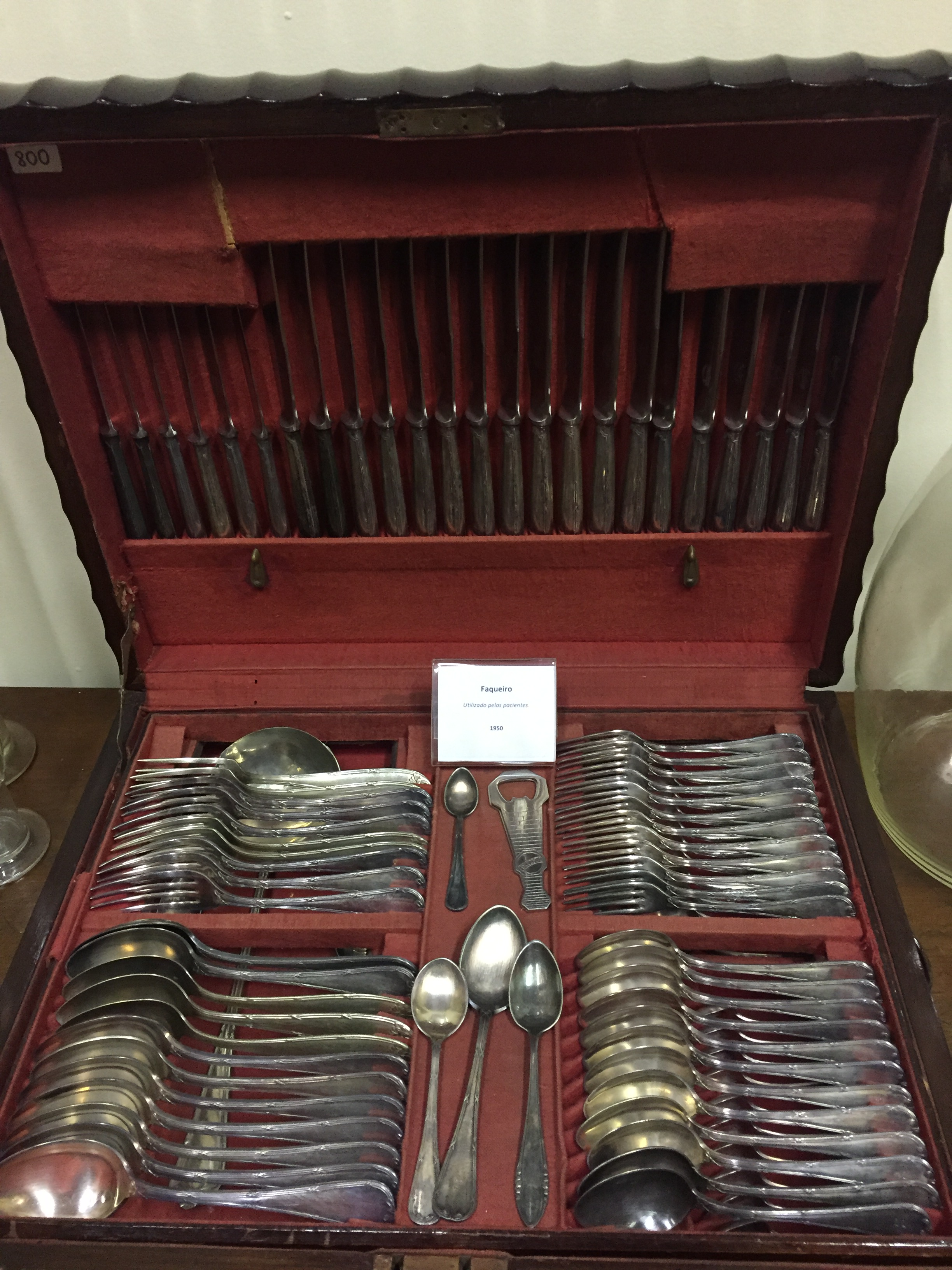
Faqueiro de prata utilizado pelos pacientes do Hospital Santa Catarina do século XX
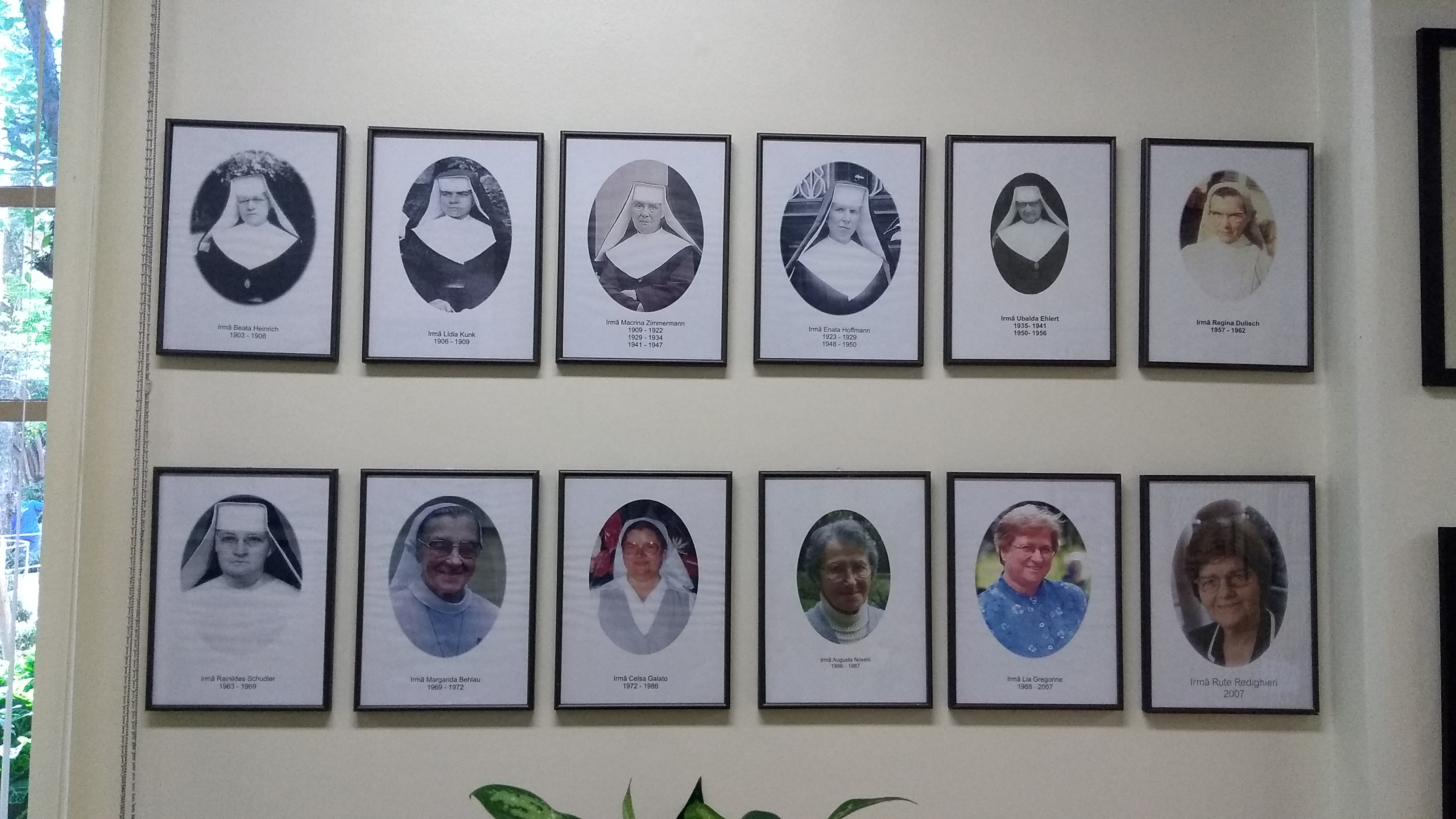
Mural de todas as diretoras que passaram pela história do Hospital Santa Catarina
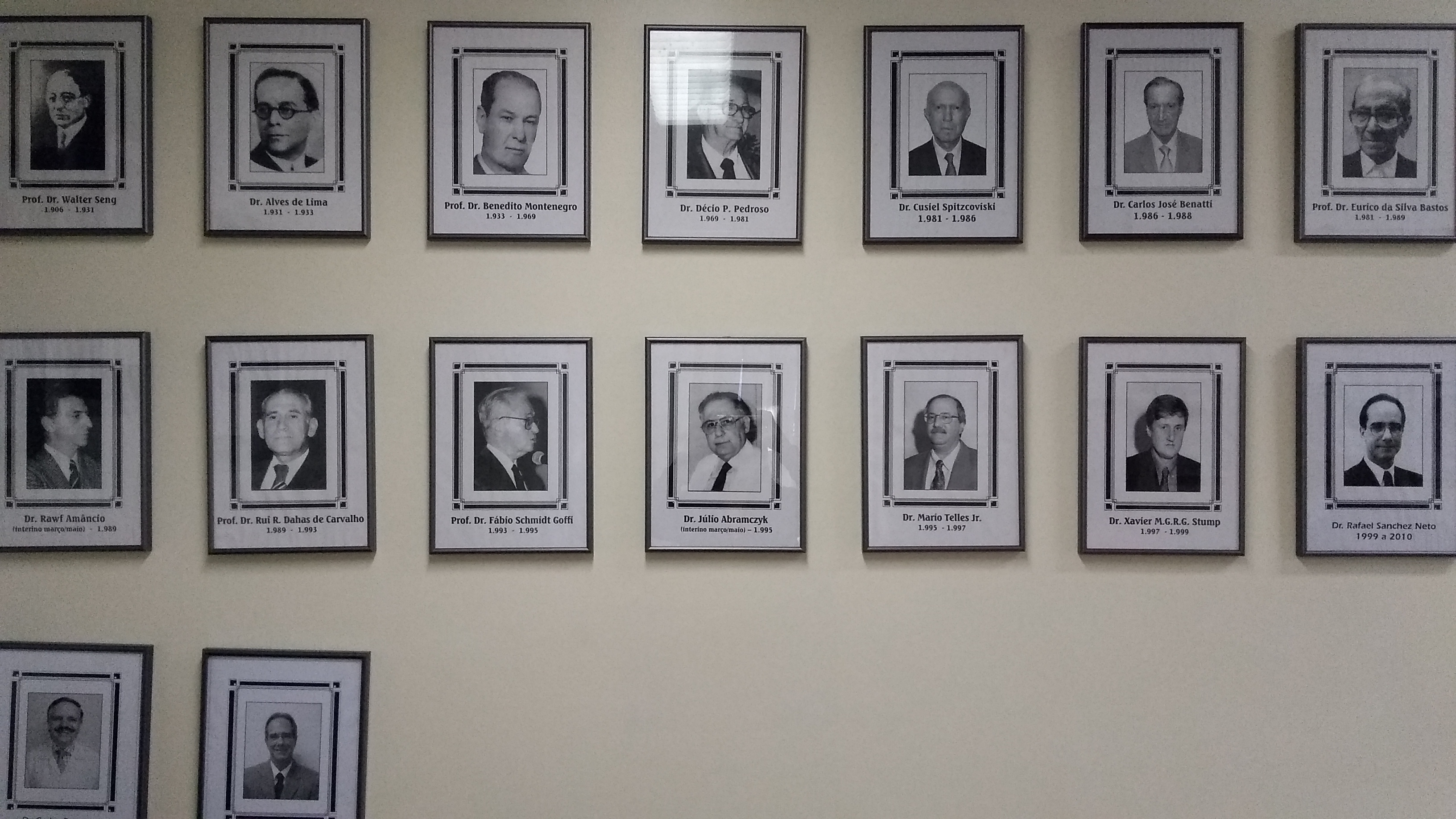
Mural da Equipe Médica do Hospital Santa Catarina
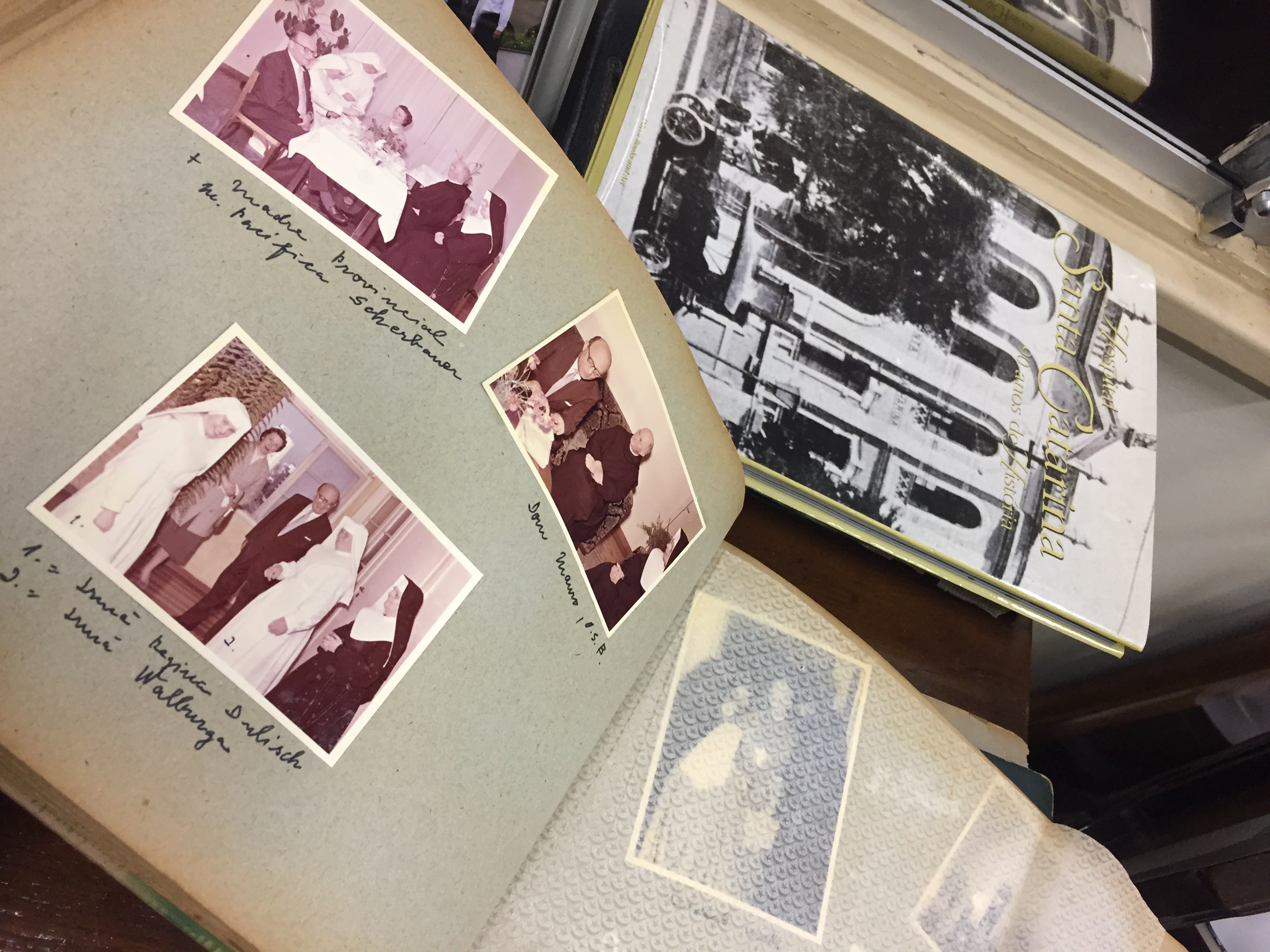
Álbuns que possuem toda a história das irmãs
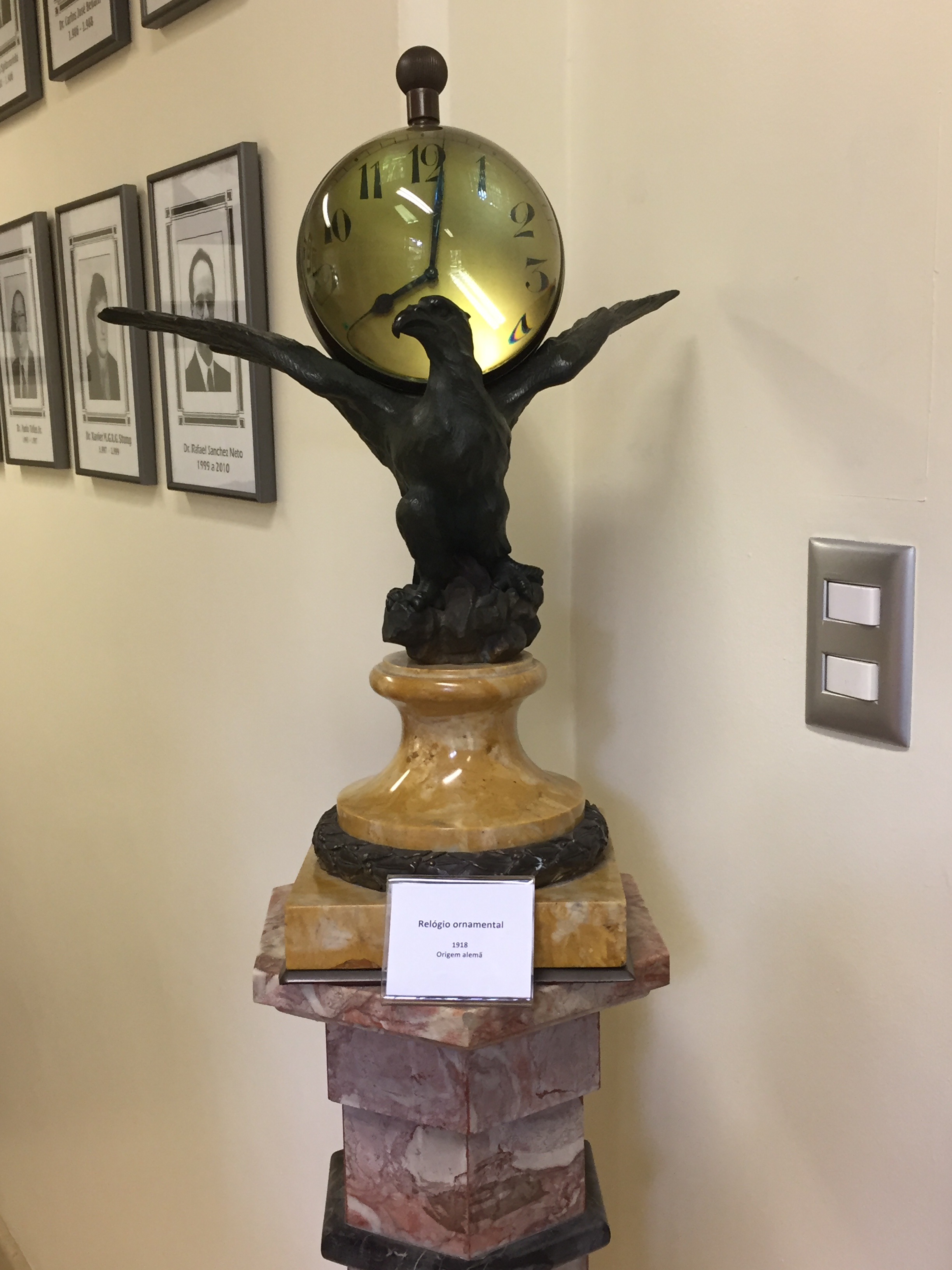
Relógio Ornamental do Acervo Histórico Irmã Beata Heinrich de 1918